# Parti républicain évolutionniste
 (novembre 2012).
Si vous disposez d'ouvrages ou d'articles de référence ou si vous connaissez des sites web de qualité traitant du thème abordé ici, merci de compléter l'article en donnant les références utiles à sa vérifiabilité et en les liant à la section « Notes et références ».
Le Parti républicain évolutionniste (aussi connu sous le nom de Parti évolutionniste) fut un parti politique portugais à l'époque de la Première République portugaise, créé le 24 février 1912 à la suite de la scission avec le Parti républicain portugais (aux côtés du  Parti démocrate et du Parti unioniste).
Il était dirigé par António José de Almeida, peut-être le plus grand orateur de la République, d'où le surnom des membres du parti, les Almeidistas (par opposition aux Afonsistas du Parti démocrate d'Afonso Costa). Son organe de presse était le quotidien « República ».
Idéologiquement à droite des démocrates et à gauche des unionistes, il pourrait être considéré aujourd'hui comme un parti de centre-droit. Il fut le parti le plus opposé à l'action de la gouvernance démocratique, en dehors de la période pendant laquelle certains membres de ce parti formèrent le gouvernement de l'Union sacrée, au cours de Première Guerre mondiale.
Il était également opposé à Sidónio Pais (1918), mais finit par disparaître peu de temps après, en 1919 avec l'élection d'António José de Almeida à la Présidence de la République. Le parti perdant ainsi son leader, il fusionna avec le Parti unioniste (dont le chef, Brito Camacho, était également absent de la politique nationale, après avoir été nommé haut-commissaire de la République au Mozambique) et forma un nouveau parti, le Parti républicain libéral. Ceci entraina une nouvelle dissidence dans le parti aboutissant à la formation du Parti populaire.